# Gaztelu (Navarra)
Gaztelu es una localidad española de la Comunidad Foral de Navarra . Está situada en el término municipal de Donamaría , en la merindad de Pamplona, a 54 km de la capital de la comunidad, Pamplona y a una altitud de 220 m s. n. m. Su población en 2014 fue de 120 habitantes (INE)
La localidad cuenta con una importante iglesia parroquial, una hermosa fuente y una gran plaza para el juego de pelota.

## Iglesia Parroquial
El monumento más representativo de Gaztelu es su iglesia parroquial, construida entre los años 1772 y 1773 y dedicada a Santo Domingo de Guzmán. Posee un retablo barroco con una Inmaculada Concepción que procede de otro lugar. En el lado izquierdo del presbiterio hay una pintura sobre lienzo sobre la Adoración de los pastores del siglo XVIII muy interesante.
La parroquia de Gaztelu fue erigida y declarada independiente de la de Santesteban en el año 1654, previo pago por los vecinos de 1600 ducados a aquella en compensación de su diezmo.
La nueva iglesia se edificó entre los años 1772 y 1773 gracias a las aportaciones dinerarias de Don Domingo Micheo, originario de la casa Michenea de dicho pueblo. Tiene forma de cruz latina y mide 25 metros de largo por 7 de ancho y 12 de alto hasta la bóveda. Las capillas del crucero tienen seis metros de largo por 3,25 de ancho.
Las obras más importantes ejecutadas en la iglesia desde su construcción tuvieron lugar durante los años 1904 y 1905, en que se entarimó todo su pavimento y zócalos, se reformó enteramente el coro, se pintaron paredes y bóvedas, se llevó a cabo la instalación de cañerías y, finalmente, se decoró artísticamente el altar mayor y las dos capillas laterales por el escultor y dorador pamplonés Saturnino Eguaras, colocándose imágenes de gran valor artístico en todos los altares. Estas obras fueron costeadas por las hermanas Carmen y María Josefa de Goyeneche y Gamio, originarias de la casa Gamioa de Gaztelu.  [Nacieron in Arequipa, Perú; hermanas de Don José Manuel de Goyeneche y Gamio, II Conde de Guaqui (Perú), con Grandeza de España de primera clase; descendientes de Martín Ignacio de Gamio y Labayen, hijo de la Casa GAMIOA, que emigró al Perú.]

## Crimen durante la Guerra Civil
Durante la Guerra civil española se produjo en este lugar uno de los crímenes más crueles entre las muchas muestras de la violencia que se desencadenó contra personas inocentes de Navarra; sin que por otra parte tuviese una motivación política. Afectó a una familia, la que habían formado Pedro Antonio Sagardia y su esposa Juana Josefa Goñi, que tenían ocho hijos, José Martín, Joaquín, Francisco Javier, Antonio, Pedro Julián, Martina, José María y Asunción. 
Se desconocen los motivos por los que el padre de 46 años y el hijo mayor de 17 fueron al frente, pero hay testimonios de que fueron obligados.[cita requerida] Se quedaron en casa la madre de 38 años con los otros siete hijos entre 16 y el año y cuatro meses de la benjamina. Al principio los vecinos ayudaron a la familia, pero a medida que la guerra hacía aumentar las necesidades, se les empezó a acusar de realizar pequeños hurtos de los huertos. Fueron denunciados en el puesto de la Guardia Civil de Santesteban, pero allí se les dio a entender que lo solucionaran a su manera. Al día siguiente unos vecinos hicieron trasladarse a la madre con los niños a una chabola, donde desaparecieron sin dejar rastro. Fueron arrojados vivos a la profunda sima de Gaztelu y sus restos óseos no fueron rescatados hasta el año 2016. La chabola donde estuvieron fue quemada.
El general Sagardia, emparentado con la familia inició una investigación. Los bomberos no pudieron llegar al fondo de la sima y el rastreo de los soldados tampoco proporcionó rastros. Fueron detenidos unos vecinos, sucesivamente puestos en libertad provisional. Posteriormente el general Sagardia, aconsejado por sus superiores, interrumpió las investigaciones y el episodio fue olvidado convirtiéndose en tabú.
El padre regresó de la guerra y falleció poco después. El hermano mayor se fue del pueblo emigrando a la Baja Navarra, en el sur de Francia. Falleció en Pamplona en el 2007.